# Cryptochia pilosa
Cryptochia pilosa is een schietmot uit de superfamilie Limnephiloidea. De plaatsing binnen een familie is nog niet bepaald. De soort komt voor in het Nearctisch gebied.